# Fana (sufismo)
Fanāʾ (in arabo فناء‎?, ovvero estinzione) è un termine usato nell'ambito del sufismo per indicare uno dei molteplici stati dell'essere.

## Contesto
Il concetto di fanāʾ è stato originariamente esposto dal sufi Abū Saʿīd Karrāz, a volte attribuito a Abū l-Qāsim al-Junayd. La dottrina da cui deriva il fanāʾ è stata sviluppata sin dall'esecuzione di Manṣūr al-Ḥallāj nel 922. I termini fanāʾ e baqāʾ sono derivati dal versetto coranico:
(Corano, Sūra 55, vv. 26-27, traduzione di Alessandro Bausani, 1994)

## Definizione
Fanāʾ è un termine usato nel Sufismo comunemente tradotto con estinzione, riferito a una fase del percorso mistico gnostico. Dal momento che definisce un'esperienza, non c'è una definizione univoca ed esaustiva di fanāʾ.
Talvolta vengono presentate per fanāʾ due definizioni parallele 
1. il passare oltre la consapevolezza di tutte le cose, incluso se stesso, del mistico, sino all'assenza della consapevolezza di questo andare oltre e alla sua sostituzione con la pura consapevolezza di Dio, e
2. l'annientamento degli attributi imperfetti (come distinti dalla sostanza) della creatura e la sostituzione di questi con gli attributi perfetti che appartengono a Dio[2].

## Riferimenti al Sufismo
Dopo la morte del suo fondatore, l'Islam (come le altre religioni) si è cristallizzato nelle differenti forma istituzionali essoteriche ed esoteriche: la pratica essoterica “religiosa” o “esteriore” e quella esoterica “spirituale” o “interiore”. La cristallizzazione essoterica nell'Islam divenne universalmente nota come Shari'a, Legge Divina o Canone, quella esoterica si ebbe nella Tariqa, la Via. La prassi e gli obiettivi della Tariqa divennero noti come tasawwuf, o Sufismo in italiano.

## Differenze col concetto di nirvāna
Il fanāʾ talvolta è associato con la nozione Hindu o buddhista di Nirvana. Nonostante molte similitudini, fanāʾ non indica l'estinzione della vita individuale.
Fanā non è infatti il mero termine della vita dell'individuo, ma lo sviluppo di una più ampia e perfetta identità, grazie al completo cambio degli attributi ottenuto con l'influenza di Dio. Fanāʾ non indica l'esperienza dell'essere liberati da un doloroso circolo di esistenze, anche perché l'Islam nega l'idea di karma e accetta la realtà dell'anima individuale. Fanāʾ è innanzitutto un concetto etico: l'uomo si annienta e prende gli attributi di Dio – è il significato del ḥadīth “qualifica te stesso con le qualità di Dio”, ovvero in altre parole cambia attraverso un costante sforzo mentale (jihād) le tue qualità di base con le meritevoli qualità con cui Dio ha descritto Se Stesso nella rivelazione coranica.

## Fanāʾsvelato

### Spiegazione
Il fanāʾ può essere descritto meglio come la fase in cui il Sufi si eleva in una mistica unione col divino, si rompe la comune distinzione grammaticale fra sé e gli altri, umano e divino, riflessivo e antiriflessivo (Sells 82). Quando qualcuno agisce nel fanāʾ, questi diventa la dimora degli attributi di Dio e fare ciò causa una grande perdita di attributi umani. Questo passaggio in cui si dissolvono, estinguono i legami dell'ego e ci si unisce e si permane nell'Essenza Divina è chiamato fanāʾ. Fanāʾ (estinzione) e baqāʾ (sussistenza) sono due nozioni collegate in cui fanāʾ precede logicamente baqāʾ.  Dei due termini, il concetto maggiormente espresso nella letteratura Sufi è fanāʾ.

### Procedimento
Nella realizzazione del tawḥīd (affermazione dell'Unicità di Dio), il mistico deve oltrepassare ogni parvenza di autocoscienza individuale in modo da essere assorbito dalla non-esistenza e da sussistere in Dio soltanto e nella verità. Questa non-esistenza coincide con lo stato che l'umanità possedeva al principio dell'esistenza, alla presenza di Dio nell'unione primordiale precedente alla creazione. Il seguente estratto di Gialal al-Din Rumi fornisce una buona analogia per questo concetto “Lascia che il servo sia, rispetto a Dio, come una marionetta… lascia che ritorni, alla fine della sua vita, sino al punto di partenza”

### L'esempio di Junayd
Junayd Baghdadi talvolta è relazionato al fanāʾ a causa della sua esecuzione. Perciò studiare Junayd serve a comprendere meglio il concetto di fanāʾ. Qui, il fanāʾ fu spiegato come l'oblio della consapevolezza di sé, la perdita del te perché ogni esistenza è Dio. Si riporta che Junayd abbia detto "Egli (Dio) annienta le mie costruzioni così come ha costruito me originariamente nella condizione del mio annientamento" (Sells 260). È in questo perdere l'unicità dell'individualità che la vera forma di fanāʾ è svelata.
Le tre fasi di fanāʾ e baqāʾ secondo Junayd
1) Oblio degli attributi del sé, in particolare quelli riguardanti opposti desideri
2) Oblio del piacere dell'obbedienza, tu sei esclusivamente Suo
3) Oblio dell'autocoscienza, l'essere fisico continua ma una persona non ha più un'individualità ciclica, imperfetta e dolorosa.
La transazione dall'esistenza alla non-esistenza o esistenza primordiale non corrisponde a un totale annientamento, dal momento che il Sufi non si riduce a un puro nulla. È piuttosto una purificazione dell'essenza del Sufi, portata agli stati supremi dell'essere e infine assorbita in Dio. 
Il punto cruciale del passaggio è raggiunto quando il Sufi si libera del suo stesso essere, come un serpente quando muta la pelle, e oblitera la sua stessa coscienza di sé. Mutando l'ordinaria percezione di sé - quel sé identificabile da un nome di persona - il mistico raggiunge il vero sé, quello che è uno con Dio in maniera profonda e definitiva. Il baqāʾ generalmente è considerata maggiormente perfetto rispetto al fanāʾ. Baqāʾ è il ritorno al mondo come questo è, non un semplice ritorno a uno stato di pre-fanā, dal momento che la sua esperienza ha fornito al mistico una nuova vista per percepire la sua inadeguatezza e sforzarsi a perfezionarsi. Quando un mistico di ferma al fanāʾ senza nemmeno il desiderio di tornare al mondo, la sua funzione è quella del profeta costantemente e contemporaneamente con Dio e col mondo, per trasmutare il corso della storia implementando la divina Verità religioso-morale.  Solo quando il mistico perde l'identità con se stesso, sperimenta l'identità con Dio.

## Ulteriori informazioni
Significa annientarsi pur rimanendo fisicamente vivo. Coloro che sono entrati in questo stato affermano di non conoscere esistenza al di fuori di Allah e di essere in completa unità con Lui. 
Il fanāʾ è un concetto simile a quello di nirvana nel Buddhismo, nel buddismo zen in particolare viene chiamato «spirito-e-corpo-in-caduta» (shin jin datsu raku) ossia unità composta «spirito-corpo». Nell'induismo viene definito come mokṣa e mira all'annientamento del sé. Il fanāʾ può essere ottenuto con una meditazione costante e con la contemplazione degli attributi di Dio e la denuncia degli attributi umani.
È una sorta di morte mentale, ovvero reale. Chi percorre la Via ne fa liberamente esperienza; è il passaggio finale che porta alla sommità degli Stati. Libera da ogni contingenza tranne quelle relative alla ricerca spirituale; l'obiettivo finale è la Verità. Vi sono tre gradi distinti: fanāʾ dell'azione, degli attributi e dell'essenza.
Il fanāʾ nelle sue tre manifestazioni non agisce solo in maniera sottrattiva; è l'annientamento di ogni contingenza, sia questa in forma di azione, attributo o essenza; più precisamente, è l'annientamento di qualsiasi cosa che non sia Dio, e Dio è il supremo obiettivo di tutto il bene e la bellezza.
Il fanāʾ è concepito come uno stato interiore del Sufi che richiede uno sforzo di concentrazione prolungato e sostenuto per spezzare i propri legami e soddisfare le proprie domande e richiamare la verità, tramite azioni, virtù morali e tramite l'intero essere. Questo implica un perfetto controllo interiore: nelle parole, azioni e pensieri. 
A questo prezzo si ottiene uno stato spirituale interiore tale da diventare un puro e chiaro specchio in cui le luci della Verità si riflettono in tutto il loro splendore.
Tre sono le strade nel viaggio verso Dio.
- La prima è la strada dell'ignoranza, attraverso cui ognuno deve viaggiare. È come una persona che cammina per chilometri sotto il sole con un grosso peso sulle spalle e che, stanco, getta via il peso e si ferma a dormire all'ombra di un albero. Questa è la condizione delle persone mediocri, che vivono accecati dai loro stessi sensi e trasportano il peso delle loro cattive azioni; l'agonia dei loro pedi terreni crea un inferno attraverso il quale devono passare per raggiungere la destinazione del viaggio. Di questi il Corano dice 'Chi è cieco in vita, sarà cieco anche nell'aldilà.'
  - La seconda è la strada della devozione, che è percorsa da coloro che amano Dio. Dice Rumi 'Si può amare Dio o le persone; dopo la perfezione si è portati di fronte alla Maestà dell'amore'. La devozione è il vino del paradiso, che intossica il devoto sino a quando il cuore non viene purificato da tutte le malattie e rimane solo la lieta visione dell'Amato, che dura fino alla fine del viaggio. 'La morte è un ponte che unisce l'amico all'amico' (Detti di Maometto).
    - La terza è la strada della saggezza, percorsa da pochi. Il discepolo si disinteressa dei momentanei piaceri della vita, si svincola da tutti i legami terreni e volge il suo sguardo verso Dio, ispirato dalla saggezza divina. Si prende il controllo del proprio corpo, pensiero e sentimento, e si diventa capaci di creare il proprio paradiso dentro di sé, dove si può gioire sino al raggiungimento dell'unione con quello eterno. Abbiamo tolto il velo dai tuoi occhi, e oggi la tua vista è chiara, dice il Corano.

Tutti devono percorrere una di queste strade e alla fine arrivano alla stessa meta. Come detto nel Corano, Dio vi ha sparsi sulla Terra, e in Dio sarete radunati

## Gradi
La perfezione è raggiunta tramite regolari pratiche di concentrazione, attraverso tre gradi di sviluppo: 
- Fanāʾ fī Shaykh (lett. fanāʾ nel Maestro), estinzione nel piano astrale
  - Fanāʾ fī Rasūl (lett. fanāʾ nel Profeta Muhammad), estinzione nel piano spirituale
    - Fanāʾ fī Allāh (lett. fanāʾin Dio), estinzione nell'astratto

Dopo il passaggio attraverso questi tre gradi, si raggiunge il più alto stato di Baqāʾ bi-llāh (lett. baqāʾ in Dio), estinzione nell'eterna coscienza.